# 崔乃彬
崔乃彬（1928年—1956年1月13日），中華民國海軍美頌輪機一等兵，因參與美頌艦起義被判刑十五年，在綠島服刑期間涉綠島獄中組織案判處死刑，1956年1月13日槍決於新店安坑刑場。

## 生平
崔乃彬，1928年生於江蘇省淮陰縣，淮陰師範畢業後入海軍學兵大隊，派黃埔巡防處任槍炮官，1948年派榆林巡防處，1948年7月由友人介紹入美頌艦任輪機一等兵。
1946年第二次國共內戰爆發後，隨著局勢變化，中共密集策反海軍。毛却非在海軍的同學楊滄活是共產黨員，經常與毛却非接觸從事地下工作，1948年介紹毛却非加入組織，與王顯群、姜偉衡一組。1949年4月22日渡江戰役南京解放，毛却非接獲海軍司令部命令調廣州接任美頌艦艦長。由王顯群安排送其妻馬健瑛與三個孩子到廣州與毛却非會合，傳遞三個月後組織將派人與她聯繫。1949年10月初，中共派員與毛却非聯繫告知楊滄活在香港與他接頭，約定起義事宜。
1949年10月14日，毛却非接到命令前往香港運送衛生器材到左營，毛却非到香港後與妻子馬健瑛到楊滄活處取得大小兩面五星紅旗和宣傳品，崔乃彬於該艦到香港後，與輪機上士萬大鈞拜訪友人田國光，田國光時已加入中國共產黨，並告訴崔乃彬美頌艦艦長毛卻非準備換旗叛變。崔乃彬返艦後煽動同艦士兵崔宗超一同參加起義。
毛却非安排電官毛富政、醫官彭竹修、槍炮官張紀君一同上船，準備隔日升起五星旗作為起義標誌，晚間毛却非祕密召集崔乃彬、槍炮官張紀君、帆纜班長、電官王暢初、醫官彭竹修和警衛連李副連長開會，傳達共產黨組織的指示，散會後毛却非進入官艙草擬起義宣言，但毛却非忽略了海軍電雷派與青島海校的矛盾，毛却非出身電雷却找了青島海校的幹部討論起義，結果導致起義失敗，深夜時分士兵持槍衝進艦長室只有馬健瑛在，未見到毛却非，於是眾人衝進官艙逮捕了毛却非，並控制了艦上其他官兵，將船駛向澳門檢修後開往高雄左營。
1949年10月28日美頌艦抵達高雄，起義官兵及馬健瑛都被押往鳳山監獄關押審訊。艦長毛却非與槍炮官張紀君以叛變罪名判處死刑，1950年2月4日槍決於高雄左營桃子園刑場。崔乃彬被判刑十五年，送綠島新生訓導處服刑。
崔乃彬在獄中與高木榮、陳華等人經常使用紙條聯繫，並秘密討論，陳英泰曾表示這樣非常危險，為他們的作為捏一把冷汗。1954年綠島新生訓導處發生獄內叛亂案，由於受刑人不配合「一人一事良心救國運動」日後受到抄房清算，1955年楊慕容在押房內牆壁上書寫「共產黨萬歲」、「唯有共產黨才是救國救民救全世界」被視為獄中再叛亂立案查辦。獄方在菜園找到高木榮藏匿吳聲達、崔乃彬抄寫之唯物辯證法多本筆記，遭指為叛亂行為。崔乃彬因傳遞字條給高木榮表示「韓戰越戰是民族解放戰爭，是正確的」，並且討論中國的「新婚姻法」的優越性。於1955年11月8日被判處死刑，1956年1月13日槍決於新店安坑刑場，臨刑前笑容燦爛。

## 紀念
2013年10月 北京西山國家森林公園的無名英雄廣場上立有無名英雄紀念碑，為紀念來台灣在1950年代被處決「隱避戰線烈士」而設立，崔乃彬銘刻於紀念碑上。

## 流行文化

### 電影
- 《流麻溝十五號》（周美玲導演，2022年）